# 537
537 (DXXXVII) fue un año común comenzado en jueves del calendario juliano, en vigor en aquella fecha.
En el Imperio romano, el año fue nombrado como el segundo año después del consulado de Belisario, o menos comúnmente, como el 1290 Ab urbe condita.

## Acontecimientos
- Belisario sustituye al papa Silverio por Vigilio.
- La iglesia de Santa Sofía es terminada.
- San Benito escribe una regla monástica que adoptan casi todos los monasterios cristianos occidentales. Hacía énfasis en la vida comunitaria y las labores manuales.[1]

## Fallecimientos
- Silverio, papa de la Iglesia católica.
- Rey Arturo, personaje central de un conjunto de leyendas conocido como materia de Bretaña.